# Estación de Cervera (Francia)
La estación de Cervera (en francés: Cerbère) es una estación ferroviaria situada a escasos kilómetros de la frontera franco-española en la comuna francesa de Cervera. Tiene su equivalente español en Portbou. Por ella transitan trenes operados tanto por la SNCF como por Renfe. 

## Situación ferroviaria
La estación se sitúa en el punto kilómétrico 508,685 de la línea Narbona-Portbou y en el punto kilométrico 99,8 de la línea Barcelona-Cervera en su sección entre Massanet-Massanas y Cervera a 21,1 metro de altitud.
La red de ancho europeo (1.435 mm) llega a Cervera y continúa para finalizar en Port-Bou, mientras que la red de ancho español (1.668 mm) llega a Portbou y continúa para finalizar en Cervera. El tramo entre ambas estaciones dispone de vías en los dos anchos

## Historia

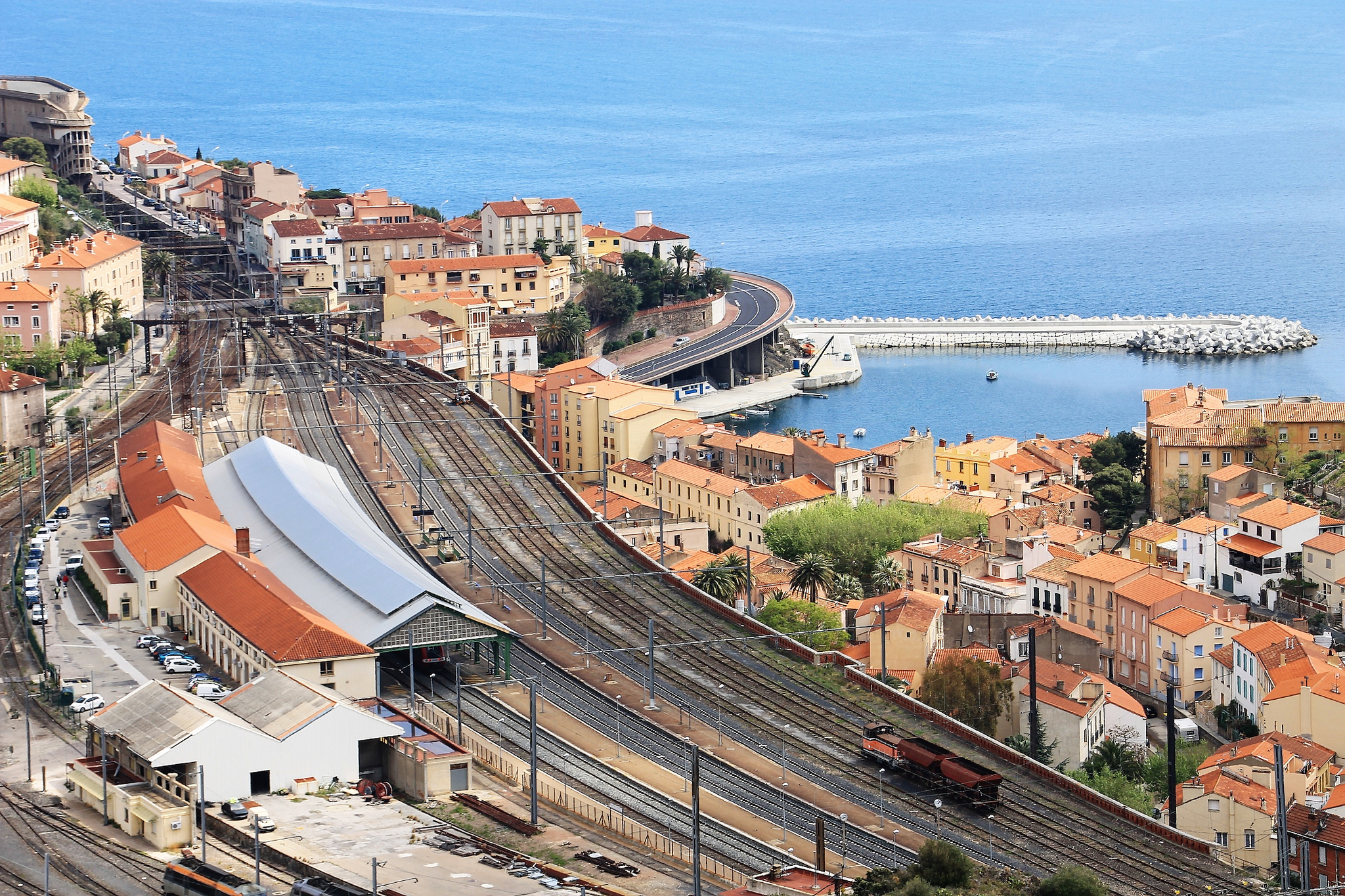
Estación de Cervera.

La estación fue inaugurada en 1878 con la apertura del tramo Perpiñán-Portbou por la Compañía de Ferrocarriles del Mediodía. En 1935, la compañía que disponía de la concesión inicial fue absorbida por la Compañía de Ferrocarriles de París a Orléans dando lugar a la Compañía PO-Mediodía. Dos años después, la explotación pasó a manos de la SNCF. La electrificación data de 1982.

## La estación

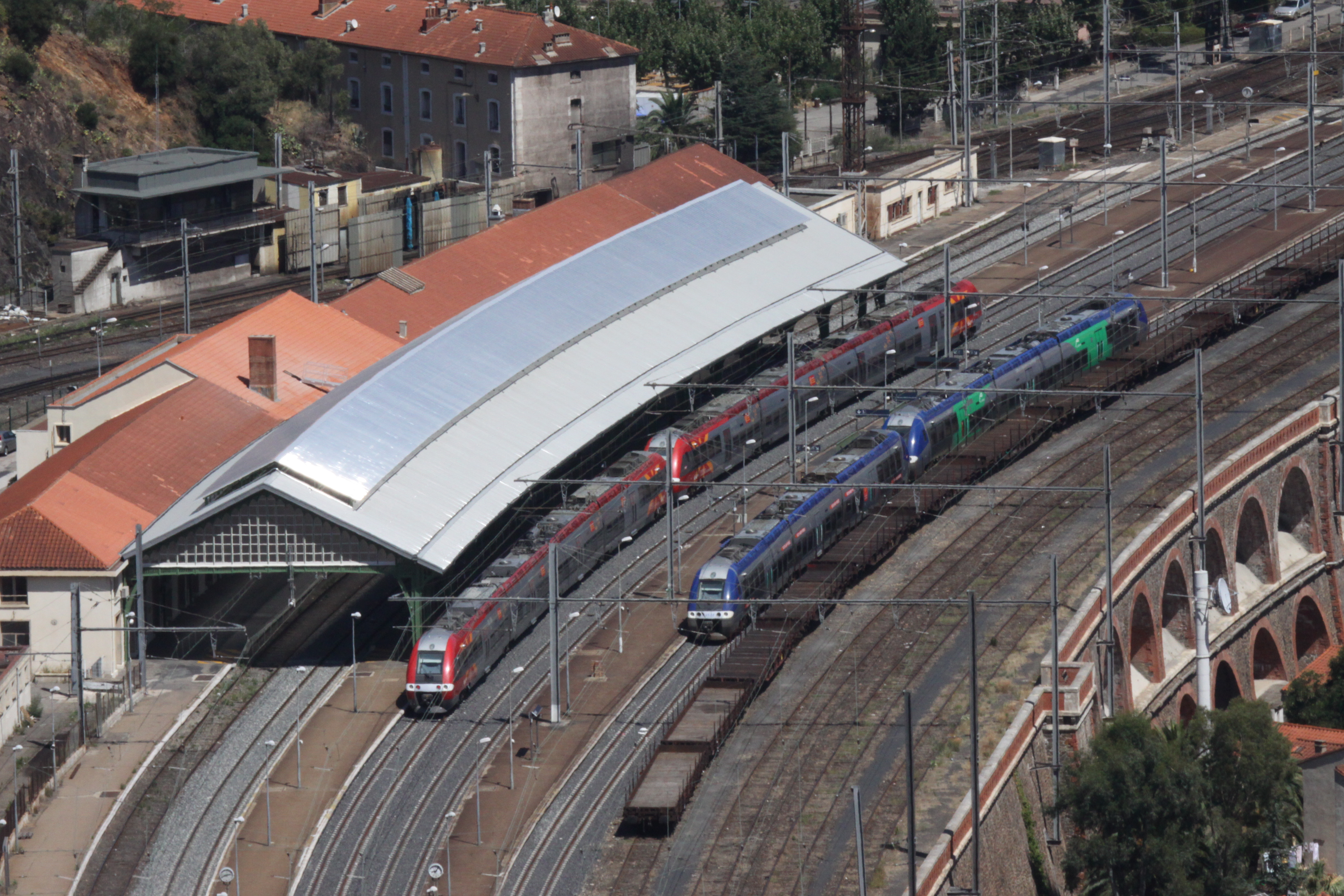
Estación de Cervera.

La estación abarca una superficie total de 30 hectáreas. Se compone de tres andenes, uno lateral y dos centrales al que acceden cinco vías, otras cuatro se usan como vías de servicio. Una marquesina metálica cubre parte de las instalaciones.  Permanece abierta los siete días de la semana y dispone de taquillas y de máquinas expendedoras de billetes. 
Al norte de la misma se encuentra una importante estación de clasificación que mueve 2 500 000 toneladas de mercancías al año.

## Servicios ferroviarios

### Larga distancia
Los siguientes trenes de larga distancia de la SNCF hacen su parada en la estación:
- Línea París ↔ Cervera. Intercités.

### Regionales
Los TER de la SNCF cubren los siguientes trayectos:
- Línea Toulouse ↔ Cervera
- Línea Narbona / Nimes / Aviñón ↔ Cervera

Por su parte, Renfe opera el siguiente trayecto a través de sus trenes de Media Distancia:
- Línea Barcelona ↔ Cervera (R11).